# Потомакская армия при Геттисберге
К началу сражения при Геттисберге Потомакская армия под командованием генерала Джорджа Мида состояла из 20 пехотных дивизий. Всего около 88 000 человек. По статистике Стэкпола: 77 042 пехоты, 7 183 в артиллерии и 13 144 в кавалерии. Всего с учетом пополнений 1 — 3 июля — 104 229.
Командующий — генерал-майор Джордж Мид
Штаб:
- Начальник штаба: г-м Дэниель Баттерфилд
- Главный квартирмейстер: б-г Руфус Ингаллс
- Шеф артиллерии: б-г Генри Хант
- Главный врач: м. Джонатан Леттерман
- Главный инженер: Говернор Уоррен
- Начальник бюро военной информации: п. Джордж Шарп

- При штабе:
  - 93-й Нью-Йоркский пехотный полк, полк. Джон Крокер
  - 8-й пехотный полк (8 рот), кап. Эдвин Рид
  - 2-й Пенсильванский кавалерийский полк, полк. Ричард Батлер Прайс
  - 6-й Пенсильванский кавалерийский полк (роты Е и I), кап. Джеймс Старр
  - Части 1,2,5,6 регулярных пехотных полков.

### I корпус
Командующий: генерал-майор Джон Рейнольдс 

Численность: 12 596 чел.
Дивизия Джеймса Уодсворта
- «Железная бригада» Соломона Мередита
  - 19-й Индианский пехотный полк, полк. Самуэль Уильямс (р.), подп. Уильям дадли (р.), май. Джон Линдли (р.)
  - 24-й Мичиганский пехотный полк, полк. Генри Морроу (пл.), подп. Марк Флэниган (р.), май. Эдвин Уайт (р.)
  - 2-й Висконсинский пехотный полк, полк. Люциус Фэирчайлд (пл.), подп. Джордж Стивенс (†), май. Джон Мансфилд (р.)
  - 6-й Висконсинский пехотный полк, подп. Руфус Дауэс
  - 7-й Висконсинский пехотный полк, полк. Уильям Робинсон, подп. Джон Кэллис (пл.)
- Бригада Лизандера Катлера:
  - 7-й Индианский пехотный полк, полк. Ира Гровер
  - 76-й Нью-Йоркский пехотный полк, май. Эндрю Гровер (†), кап. Джон Кук (р.)
  - 84-й Нью-Йоркский пехотный полк, полк. Эдвард Фоулер[англ.] (р.), подп. Джордан (р.)
  - 95-й Нью-Йоркский пехотный полк, полк. Джордж Биддль (р.), май. Эдвард Пай
  - 147-й Нью-Йоркский пехотный полк, подп. Фрэнсис Миллер (р.), май. Джордж Харни
  - 56-й Пенсильванский пехотный полк, полк. Джон Уильям Хоффман

Дивизия Джона Робинсона
- Бригада генерала Габриэля Пола
  - 16-й Мэнский пехотный полк, полк. Чарльз Тилден (пл.), кап. Дэниель Марстон
  - 13-й Массачусетский пехотный полк, полк. Самуэль леонард, подп. Натаниель Батчелдер
  - 94-й Нью-Йоркский пехотный полк, полк. Эдриан Рут (пл.), май. Самуэль Моффетт
  - 104-й Нью-Йоркский пехотный полк, полк. Гилберт Прей, подп. Генри Тасилл (р.)
  - 107-й Пенсильванский пехотный полк, подп. Джеймс Мактомсон (р.), кап. Эмануэль Роат
- Бригада генерала Генри Бакстера
  - 12-й Массачусетский пехотный полк, полк. Джеймс Юэйтс (р.), подп. Дэвид Аллен Мл.
  - 83-й Нью-Йоркский пехотный полк, подп. Джозеф Моэш
  - 97-й Нью-Йоркский пехотный полк, полк. Чарльз Уилок (пл.), подп. Джон Споффорд (пл.), май. Чарльз Нортруп
  - 11-й Пенсильванский пехотный полк, полк. Ричард Култер
  - 88-й Пенсильванский пехотный полк, май. Бенезет Фост (р.), кап. Эдмунд Месс (пл.)
  - 90-й Пенсильванский пехотный полк, полк. Питер Лилль

Дивизия генерал-майора Эбнера Даблдея (Когда Даблдей возглавил корпус, дивизией командовал бр. генерал Томас Роули)
- Бригада полковник Чепмана Биддля[англ.]: (Замещал генерала Томаса Роули)
  - 80-й Нью-Йоркский пехотный полк, полк. Теодор Гейтс
  - 121-й Пенсильванский пехотный полк, полк. Чапман Биддль, май. Александр Биддль
  - 142-й Пенсильванский пехотный полк, полк. Роберт Камминс (†), подп. Альфред Маккелмонт
  - 151-й Пенсильванский пехотный полк, подп. Джордж Макфарланд (р.), кап. Вальтер Оуэнс
- Бригада полковника Роя Стоуна:
  - 143-й Пенсильванский пехотный полк, полк. Эдмунд Дэйн, подп. Джон Массер
  - 149-й Пенсильванский пехотный полк, подп. Уалтон Дуайт (р.), кап. Джеймс Гленн
  - 150-й Пенсильванский пехотный полк, полк. Лэнгхорн Уистер, подп. Генри Хюдекоппер (р.), май. Томас Чамберлин (р.)
- Бригада генерала Джорджа Стеннарда[англ.]:
  - 13-й Вермонтский пехотный полк, полк. Френсис Рэнделл, подп. Уильям Мансон (р.)
  - 14-й Вермонтский пехотный полк, полк. Уильям Николс
  - 16-й Вермонтский пехотный полк, полк. Уилок Вези

Артиллерийская бригада Чарльза Уэйнрайта
- Мэнский легкоартиллерийский полк, Батарея В: кап. Джеймс Холл
- Мэнский легкоартиллерийский полк, Батарея Е: кап. Гринлиф Стивенс (р.)
- 1-й Нью-Йоркский легкоартиллерийский полк, батареи E & L: кап. Гилберт Рейнольдс (р.)
- 1-й Пенсильванский легкоартиллерийский полк, батарея В: кап. Джеймс Купер
- 4-й Артиллерийский полк, батарея В: лейтенант Джеймс Стюарт (р.)

### II корпус
Командующий: Уинфилд Скотт Хэнкок 

Численность: 11 50 чел.
Дивизия Джона Колдвелла
- Бригада Эдварда Кросса:
  - 5-й Нью-Гемпширский пехотный полк, подп. Чарльз Хэпгуд, май. Ричард Кросс
  - 61-й Нью-Йоркский пехотный полк, подп. Оскар Броди
  - 81-й Пенсильванский пехотный полк, полк. Генри Маккин, подп. Эмос Стро
  - 148-й Пенсильванский пехотный полк, полк. Бойд маккин, подп. Роберт Макфарлан
- Бригада Патрика Келли:
  - 28-й Массачусетский пехотный полк, полк. Ричард Бирнс
  - 63-й Нью-Йоркский пехотный полк (2 роты), подп. Ричард Бентли (р.), кап. Томас Тоуи
  - 69-й Нью-Йоркский пехотный полк (2 роты), кап. Ричард Морони (р.)
  - 88-й Нью-Йоркский пехотный полк (2 роты), кап. Денис Бёрке
  - 116-й Нью-Йоркский пехотный полк (4 роты), май. Клэр Малхолланд
- Бригада Сэмюэля Зука:
  - 52-й Нью-Йоркский пехотный полк, подп. Чарльз Фройденберг (р.), май. Эдвард Венути (†)
  - 57-й Нью-Йоркский пехотный полк, подп. Элфорд Чепмен
  - 66-й Нью-Йоркский пехотный полк, полк. Орландо Моррис (р.), подп. Джон Хеммел (р.)
  - 140-й Пенсильванский пехотный полк, полк. Ричард Робертс, подп. Джон Фрезер
- Бригада Джона Брука:
  - 27-й Коннектикутский пехотный полк (2 роты), подп. Генри Мервин (†)
  - 2-й Делаверский пехотный полк, полк. Уильям Бейли (р.), подп. Дэвид Страйкер (р.)
  - 64-й Нью-Йоркский пехотный полк, полк. Дениель Бингхам (р.)
  - 53-й Пенсильванский пехотный полк, подп. Ричард Макмайкл
  - 145-й Пенсильванский пехотный полк (7 рот), полк. Хайрем Лумис Браун (р.), кап. Джон Рейнольдм (р.)

Дивизия Джона Гиббона
- Бригада Уильяма Харроу:
  - 19-й Мэнский пехотный полк, полк. Фрэнсис Хет
  - 15-й Массачусетский пехотный полк, полковник Джордж Уорд[англ.] (†), подп. Джордж Джослин
  - 1-й Миннесотский пехотный полк, полк. Уильям Колвилл (р.), кап. Натан Мессик (†)
  - 82-й Нью-Йоркский пехотный полк, подп. Джеймс Хьюстон (†), май. Томас Бэйрд
- Филадельфийская бригада Александра Уэбба:
  - 69-й Пенсильванский пехотный полк, полк. Деннис О’Кейн (†), подп. Мартин Тшади (†), май. Джеймс Даффи (р.)
  - 71-й Пенсильванский пехотный полк, полк. Ричард Смит
  - 72-й Пенсильванский пехотный полк, полк. Дк Витт Бакстер (р.), подп. Теодор Хессер
  - 106-й Пенсильванский пехотный полк, подп. Уильям Карри
- Бригада Нормана Холла:
  - 19-й Массачусетский пехотный полк, полк. Артур Дэвре
  - 20-й Массачусетский пехотный полк, полк. Пол Ревере (†), подп. Джордж Маси (р.)
  - 7-й Мичиганский пехотный полк, подп. Амос Стил (уб.), май. Силванус Кёртис
  - 42-й Нью-Йоркский пехотный полк, полк. Джеймс Мэллон
  - 59-й Нью-Йоркский пехотный полк (4 роты), подп. Макс Томан (†), кап. Уильям Макфадден

Дивизия Александра Хейса
- Бригада Сэмюэля Кэрролла:
  - 14-й Индианский пехотный полк, полк. Джон Кунс, подп. Элия Кэвинс
  - 4-й Огайский пехотный полк, подп. Леонард Карпентер
  - 8-й Огайский пехотный полк, подп. Франклин Сойер (р.)
  - 7-й Западновирджинский пехотный полк, подп. Джонатан Локвуд (р.)
- Бригада Томаса Смита:
  - 14-й Коннектикутский пехотный полк, май. Теодор Эллис
  - 1-й Делаверский пехотный полк, подп. Эдвард Харрис
  - 12-й Нью-Джерсийский пехотный полк, май. Джон Тилл
  - 10-й Нью-Йоркский пехотный полк, май. Джордж Хоппер (использовался в качестве тыловой полиции)
  - 108-й Нью-Йоркский пехотный полк, подп. Фрэнсис Пирс
- Бригада Джорджа Уилларда †:
  - 39-й Нью-Йоркский пехотный полк (4 роты), май. Хьюго Хильдебрандт (р.)
  - 111-й Нью-Йоркский пехотный полк, полк. Клинтон Макдугал, подп. Исаак Ласк
  - 125-й Нью-Йоркский пехотный полк, подп. Левин Кренделл
  - 126-й Нью-Йоркский пехотный полк, полк. Элиаким Шеррилл, подп. Джеймс Булл

Артиллерийская бригада Джона Хазарда
- 1-й Нью-Йоркский полк, батарея В, кап. Джеймс Порти (†), лейт. Альберт Шелдон
- 1-й Род-Айлендский легкоартиллерийский полк, батарея А, кап. Уильям Арнольд
- 1-й Род-Айлендский легкоартиллерийский полк, Батарея А, кап. Уильям Арнольд
- 1-й Род-Айлендский легкоартиллерийский полк, Батарея В, кап. Томас Браун (р.), лейт. Уильям Перрин
- 1-й артиллерийский полк, батарея I, лейт. Джордж Вудруфф (†)
- 4-й артиллерийский полк, Батарея А, лейт. Алонцо Кашинг (†), лейт. Самуэль Кенби (р.)

### III корпус
Командующий: Дэниэль Сиклс (после его ранения корпусом командовал Дэвид Бирни) 

Численность: 10 726 чел.
Дивизия Дэвида Бирни (зам. — Хобарт Уорд)
- Бригада Чарльза Грэма:
  - 57-й Пенсильванский пехотный полк (8 рот), полк. Питер Сайдс (р.), май. Уильям Нипер (пл.)
  - 63-й Пенсильванский пехотный полк, май. Джон Денкс
  - 68-й Пенсильванский пехотный полк, полк. Эндрю Типпин, подп. Энтони Рейнольдс (р.), май. Роберт Уинслоу (р.)
  - 105-й Пенсильванский пехотный полк, полк. Кельвин Крейг
  - 114-й Пенсильванский пехотный полк, подп. Фрелерик Кавада (пл.), кап. Эдвард Боуэн
  - 141-й Пенсильванский пехотный полк, полк. Генри Мелилл, май. Исраель Сполдинг (пл.)
- Бригада Хобарта Уорда (зам. — Хайрем Бердан):
  - 20-й Индианский пехотный полк, полк. Джон Уилер (†), подп. Уильям Тейлор (р.)
  - 3-й Мэнский пехотный полк, полк. Мосес Дейкман, май. Самуэль Ли (р.)
  - 4-й Мэнский пехотный полк, полк. Элия Уокер (р.), май. Эбенезер Уайткомб (†)
  - 86-й Нью-Йоркский пехотный полк, подп. Бенжамин Хиггинс (р.)
  - 124-й Нью-Йоркский пехотный полк, полк. Огастус ван Эллис (уб.), подп. Фрэнсис Камминс (р.)
  - 99-й Пенсильванский пехотный полк, май. Джон Мур (р.)
  - 1-й снайперский полк, полк. Хайрем Бердан, подп. Каспар Трепп
  - 2-й снайперский полк (8 рот.), май. Гомер Стоутон
- Бригада Режи де Тробрианда:
  - 17-й Мэнский пехотный полк, подп. Чарльз Меррилл
  - 3-й Мичиганский пехотный полк, полк. Байрон Пирс (р.), подп. Эдвин Пирс
  - 5-й Мичиганский пехотный полк, подп. Джон Палфорд (р.), май. Салмон Мэтьюз
  - 40-й Нью-Йоркский пехотный полк, полк. Томас Эган (р.), подп. Огастус Уорнер (р.)
  - 110-й Пенсильванский пехотный полк (6 рот), подп. Дэвид Джонс (р.)

Дивизия Эндрю Хэмфриса
- Бригада Джозефа Карра
  - 1-й Массачусетский пехотный полк, подп. Кларк Болдвин (р.), май. Гарднер Уокер (р.)
  - 11-й Массачусетский пехотный полк, подп. Портер Трипп
  - 16-й Массачусетский пехотный полк, поп. Вальдо Мерриам (р.), кап. Мэтью Донаван
  - 12-й Нью-Гемпширский пехотный полк, кап. Джон Ленгли (р.)
  - 11-й Нью-Джерсийский пехотный полк, полк. Роберт Макаллистер (р.), май. Филип Керни (†), кап. Лютер мартин (†), лейт. Джон Шуновер (р.), кап. Уильям Ллойд (р)
  - 26-й Пенсильванский пехотный полк, май. Роберт Бодин (р.)
- Бригада полковника Уильяма Брюстера
  - 70-й Нью-Йоркский пехотный полк, полк. Джон Фарнум
  - 71-й Нью-Йоркский пехотный полк, полк. Генри Поттер (р.)
  - 72-й Нью-Йоркский пехотный полк, полк. Джон Остин (р.), подп. Джон Леонард
  - 73-й Нью-Йоркский пехотный полк, май. Майкл Бёрнс
  - 74-й Нью-Йоркский пехотный полк, подп. Томас Хольт
  - 120-й Нью-Йоркский пехотный полк, подп. Корнелиус Вестбрук (р.), май. Джон Таппен
- Бригада Джорджа Берлинга
  - 2-й Нью-Гемпширский пехотный полк, полк. Эдвард Бейли (р.)
  - 5-й Нью-Джерсийский пехотный полк, полк. Уильям Сьюэлл (р.), кап. Томас Годфри
  - 6-й Нью-Джерсийский пехотный полк, подп. Стивен Джилкисон
  - 7-й Нью-Джерсийский пехотный полк, полк. Льюис Френсин (†), подп. Френсис Пирс (р.)
  - 8-й Нью-Джерсийский пехотный полк, полк. Джон Рамсей (р.), кап. Джон Ленгтон
  - 115-й Пенсильванский пехотный полк, май. Джон Дюнн
- Артиллерийская бригада Джорджа Рэндольфа
  - 1-й Нью-Джерсийский легкоартиллерийский полк, батарея В, кап. Джадсон Кларк
  - 1-й Нью-Йоркский легкоартиллерийский полк, батарея D, кап. Джордж Уинслоу
  - Нью-Йоркский легкоартиллерийский полк, 4-я батарея, кап. Джеймс Смит
  - 1-й Род-Айлендский легкоартиллерийский полк, батарея Е, лейт. Джон Баклин (р.)
  - 4-й артиллерийский полк, батарея К, лейт. Френсис Сили (р.)

### V корпус
Дивизия Джеймса Бэрнса (замещал Чарльза Гриффина, который прибыл на поле боя только 3 июля)
- Бригада полковника Уильяма Тилтона[англ.]
  - 18-й Массачусетский пехотный полк, полк. Джозеф Хайес (р.)
  - 22-й Массачусетский пехотный полк, подп. Томас Шервин
  - 1-й Мичиганский пехотный полк, полк. Ира Эббот (р.), подп. Уильям Труп (р.)
  - 1-й Пенсильванский пехотный полк, подп. Джеймс Гвин
- Бригада полковника Джекоба Швейцера[англ.]
  - 9-й Массачусетский пехотный полк, поле. Патрик Гуини
  - 32-й Массачусетский пехотный полк, полк. Джордж Прескотт (р.), подп. Лютер Стивенсон (р.)
  - 4-й Мичиганский пехотный полк, полк. Харрисон Джеффордс (†), подп. Джордж Ламбард
  - 62-й Пенсильванский пехотный полк, подп. Джеймс Халл
- Бригада Стронга Винсента
  - 20-й Мэнский пехотный полк, полк. Джошуа Чемберлен (р.)
  - 4-й Мичиганский пехотный полк, подп. Норвал Уэлч
  - 44-й Нью-Йоркский пехотный полк, полк. Джеймс Райс
  - 83-й Пенсильванский пехотный полк, кап. Орфеус Вудвард

Дивизия Ромейна Эйрса
- Бригада Ганнибала Дэя:
  - 3-й пехотный полк (Роты B, C, E, G, I, K), кап. Генри Фридли (р.)
  - 4-й пехотный полк (Роты C, F, H, K): кап. Джулиус Адамс Мл.
  - 6-й пехотный полк (Роты D, F, G, H, I): кап. Леви Бутс (р.)
  - 12-й пехотный полк (Роты A, B, C, D, G, 1-го батальона и роты A, C и D, 2-го батальона): кап. Томас Данн
  - 14-й пехотный полк (Роты A, B, D, E, F, G, 1-го батальона и роты F и G, 2-го батальона): май. Гротиус Гиддингс
- Бригада Сидни Бербанка:
  - 2-й пехотный полк (Роты B, C, F, H, I, K), май. Артур Ли (р.) кап. Самуэль Макки
  - 7-й пехотный полк (Роты A, B, E, I), кап. Дэвид Хэнкок
  - 10-й пехотный полк (Роты D, G, H), кап. Уильям Клинтон
  - 11-й пехотный полк (Роты B, С, D, E, F, G), май. Деланси Флойд-Джонс
  - 17-й пехотный полк (Роты A, C, D, G, Н 1-го батальона и роты A, В, 2-го батальона): подп. Джеймс Грин
- Бригада Стивена Уида
  - 140-й Нью-Йоркский пехотный полк, полк. Патрик О’Рорк (†), подп. Льюис Эрнст
  - 146-й Нью-Йоркский пехотный полк, полк. Кеннер Гаррард
  - 91-й Пенсильванский пехотный полк, подп. Джозеф Синекс
  - 155-й Пенсильванский пехотный полк, подп. Джон Кейн

Дивизия Сэмюэля Кроуфорда
- Бригада Уильяма МакКэндлса:
  - 1-й Пенсильванский резервный пехотный полк (9 рот), полк. Уильям Талли (р.)
  - 2-й Пенсильванский резервный пехотный полк, подп. Джордж Вудвард
  - 6-й Пенсильванский резервный пехотный полк, подп. Веллингтон Эне
  - 13-й Пенсильванский резервный пехотный полк, полк. Чарльз Тейлор (†), подп. Алансон Найлс (р.), май. Уильям Хартшорн
- Бригада Джозефа Фишера:
  - 5-й Пенсильванский резервный пехотный полк, подп. Джордж Дэр
  - 9-й Пенсильванский резервный пехотный полк, подп. Джеймс Снодграсс
  - 10-й Пенсильванский резервный пехотный полк, полк. Адонирам Вагнер (р.)
  - 11-й Пенсильванский резервный пехотный полк, полк. Самуэль Джексон
  - 12-й Пенсильванский резервный пехотный полк (9 рот), полк. Мартин Дэвис Хардин

Артиллерийская бригада Огастуса Мартина
- Массачусетский легкоартиллерийский полк, 3-я батарея, лейт. Аарон Уалкотт
- 1-й Нью-Йоркский легкоартиллерийский полк, батарея С, кап. Элмонт Барнс
- 1-й Огайский легкоартиллерийский полк, батарея L, кап. Френк Гиббс
- 5-й артиллерийский полк, батарея D, лейт. Черльз Хэзлетт (уб.), лейт. Бенжамин Риттенхауз
- 5-й артиллерийский полк, батарея I, лейт. Мэлбон Уотсон (р.), лейт. Чарльз Макконелл

### VI корпус
Командующий: Джон Седжвик 

Численность: — 15 679(По Стэкполу)

Штабной эскорт капитана Уильяма Крафта:
- 1-й Нью-Джерсийский кавалерийский полк, рота L
- 1-й Пенсильванский кавалерийский полк, рота Н

Дивизия Горацио Райта
- Бригада Альфреда Торберта[англ.]
  - 1-й Нью-Джерсийский пехотный полк, подп. Уильям Генри Мл.
  - 2-й Нью-Джерсийский пехотный полк, подп. Чарльз Уибек
  - 3-й Нью-Джерсийский пехотный полк, полк. Генри Браун, подп. Эдвард Кемпбелл
  - 15-й Нью-Джерсийский пехотный полк, полк. Уильям Пенроуз
- Бригада Джозефа Бартлетта:
  - 5-й Мэнский пехотный полк, полк. Кларк Эдвардс
  - 121-й Нью-Йоркский пехотный полк, полк. Эмори Аптон
  - 95-й Пенсильванский пехотный полк, подп. Эдвард Кэрролл
  - 96-й Пенсильванский пехотный полк, май. Уильям Лессинг
- Бригада Дэвида Рассела[англ.]
  - 6-й Мэнский пехотный полк, полк. Хайрем Бёрнхам
  - 49-й Пенсильванский пехотный полк (4 роты), подп. Томас Халингс
  - 119-й Пенсильванский пехотный полк, полк. Питер Эллмейкар
  - 5-й Висконсинский пехотный полк, полк. Томас Аллен

Дивизия Эльбиона Хау
- Бригада Льюиса Гранта
  - 2-й Вермонтский пехотный полк, полк. Джеймс Уолбридж
  - 3-й Вермонтский пехотный полк, полк. Томас Сивер
  - 4-й Вермонтский пехотный полк, полк. Чарльз Стоутон
  - 5-й Вермонтский пехотный полк, подп. Джон Льюис
  - 6-й Вермонтский пехотный полк, полк. Элиша Барни
- Бригада Томаса Нейла
  - 7-й Мэнский пехотный полк (6 рот), подп. Селдон Коннор
  - 33-й Нью-Йоркский пехотный полк, кап. Генри Гилфорд
  - 43-й Нью-Йоркский пехотный полк, подп. Джон Уильсон
  - 49-й Нью-Йоркский пехотный полк, полк. Даниель Бидвелл
  - 77-й Нью-Йоркский пехотный полк, подп. Винзор Френч
  - 61-й Нью-Йоркский пехотный полк, подп. Джордж Смит

Дивизия Джона Ньютона (под командованием Фрэнка Уитона)
- Бригада Александра Шалера
  - 65-й Нью-Йоркский пехотный полк, полк. Джозеф Хэмблин
  - 67-й Нью-Йоркский пехотный полк, полк Нельсон Кросс
  - 122-й Нью-Йоркский пехотный полк, полк. Сайлас Титус
  - 23-й Пенсильванский пехотный полк, подп. Джон Гленн
  - 82-й Пенсильванский пехотный полк, полк. Исаак Бассетт
- Бригада Генри Эстиса
  - 7-й Массачусетский пехотный полк, подп. Франклин Харлоу
  - 10-й Массачусетский пехотный полк, подп. Джозеф Парсонс
  - 37-й Массачусетский пехотный полк, полк. Оливер Эдвардс
  - 2-й Род-Айлендский пехотный полк, полк. Хорацио Роджерс Мл.
- Бригада Фрэнка Уитона
  - 62-й Нью-Йоркский пехотный полк, полк. Дэвид Невин
  - 93-й Пенсильванский пехотный полк, май. Джон Невин
  - 98-й Пенсильванский пехотный полк, май. Джон Колен
  - 139-й Пенсильванский пехотный полк, полк. Фредерик Коллиер (р.), подп. Уильям Муди

Артиллерийская бригада полковника Чарльза Томпкинса
- Массачусетский легкоартиллерийский полк,1-я батарея, кап. Уильям Маккартни
- Нью-Йоркский легкоартиллерийский полк, 1-я батарея, кап. Эндрю Кован
- Нью-Йоркский легкоартиллерийский полк, 3-я батарея, кап. Уильям Харн
- 1-й Род-Айлендский легкоартиллерийский полк, батарея С, кап. Ричард Уотерман
- 1-й Род-Айлендский легкоартиллерийский полк, батарея G, кап. Джордж Эдамс
- 2-й артиллерийский полк, батарея D, лейт. Эдвард Уиллистон
- 2-й артиллерийский полк, батарея G, лейт. Джон Батлер
- 5-й легкоартиллерийский полк, батарея F, лейт. Леонард Мартин

### XI корпус
Командующий: Оливер Ховард
Численность: 9 926 чел.

Штабной эскорт:
- 1-й Индианский кавалерийский полк, роты I и K, кап. Абрам Шарра
- 8-й Нью-Йоркский пехотный полк (1 рота), лейт. Германн Фостер

Дивизия Фрэнсиса Бэрлоу
- Бригада Леопольда фон Гильзы
  - 41-й Нью-Йоркский пехотный полк (9 рот), подп. Детлев фон Эйнсидель
  - 54-й Нью-Йоркский пехотный полк, май. Стивен Ковач (пл.), лейт. Эрнст Бот
  - 68-й Нью-Йоркский пехотный полк, полк. Готтилф Бурри
  - 153-й Пенсильванский пехотный полк, май. Джон Фруауф
- Бригада Эдельберта Эймса
  - 17-й Коннектикутский пехотный полк, лейт. Дуглас Фоулер (уб.), май. Аллен Бреди (р.)
  - 25-й Огайский пехотный полк, подп. Джеремия Уильямс (пл.), кап. Натаниель Меннинг (р.), лейт. Уильям Малони (р.)
  - 75-й Огайский пехотный полк, полк. Эндрю Харрис
  - 107-й Огайский пехотный полк, полк. Серафим Мейер (р), кап. Джон Лутц

Дивизия Адольфа фон Штайнвера
- Бригада Чарльза Костера
  - 134-й Нью-Йоркский пехотный полк, подп. Аллан Джексон (пл.), май. Джордж Сили
  - 154-й Нью-Йоркский пехотный полк, подп. Дениел Аллен
  - 27-й Нью-Йоркский пехотный полк, подп. Лоренц Кантадор
  - 73-й Нью-Йоркский пехотный полк, кап. Даниель Келли
- Бригада Орландо Смита
  - 33-й Массачусетский пехотный полк, полк. Эдин Андервуд
  - 136-й Нью-Йоркский пехотный полк, полк. Джеймс Вуд
  - 55-й Огайский пехотный полк, полк. Чарльз Гэмби
  - 73-й Огайский пехотный полк, подп. Ричард Лонг

Дивизия Карла Шурца (передана Шиммельфенигу после того как Шурц возглавил корпус)
- Бригада Александра Шиммельфенига (передана Амсбергу после того как Шиммельфениг возглавил дивизию)
  - 82-й Иллинойсский пехотный полк, подп. Эдвард Саломон
  - 45-й Нью-Йоркский пехотный полк, полк. Джордж фон Амсберг, подп. Адольфус Добке (р.)
  - 157-й Нью-Йоркский пехотный полк, полк. Филип Браун Мл. (р.), подп. Джордж Арроусмит (уб.)
  - 61-й Огайский пехотный полк, полк. Стивен Макгроарти
  - 74-й Пенсильванский пехотный полк, полк. Адольф фон Хартунг (р.), лейт. Александр фон Мицель (пл.), кап. Генри Краусенек
- Бригада Владимира Кржижановски
  - 58-й Нью-Йоркский пехотный полк, подп. Огастус Отто (р.), кап. Эмиль Кёниг
  - 119-й Нью-Йоркский пехотный полк, полк. Джон Локман (р.), подп. Эдвард Ллойд
  - 82-й Огайский пехотный полк, полк. Джеймс Робинсон (р.), подп. Дэвид Томсон
  - 75-й Пенсильванский пехотный полк, полк. Френсис Малер (уб.), май. Огастус Ледиг
  - 26-й Висконсинский пехотный полк, подп. Ханс Бебель (р.), май. Генри Бец

Артиллерийская бригада Томаса Осборна
- Батарея капитана Майкла Уилдрича
- Батарея лейтенанта Уильяма Уилера
- Батарея капитана Хьюберта Дилджера
- Батарея капитана Льюиса Хэкмана
- Батарея лейтенанта Байарда Уилкесона

### XII корпус
Командующий: Генри Слокам 

Численность: 9 986 (по Стэкполу — 10 289)

Дивизия Альфеуса Уильямса (в сражении сдал командование Ружеру)
- Бригада Арчибальда МакДугала
  - 5-й Коннектикутский пехотный полк, полк. Уоррен Пакер
  - 20-й Коннектикутский пехотный полк, подп. Уильям Вустер
  - 3-й Мерилендский пехотный полк, полк. Джозеф Садсберг, подп. Гилберт Робинсон
  - 123-й Нью-Йоркский пехотный полк, подп. Джеймс Роджерс
  - 145-й Нью-Йоркский пехотный полк, полк. Эдвард Прайс
  - 46-й Пенсильванский пехотный полк, полк. Джеймс Селфридж
- Бригада Томаса Ружера
  - 27-й Индианский пехотный полк, полк. Сайлас Колгроув
  - 2-й Массачусетский пехотный полк, подп. Чарльз Мадж (уб.)
  - 13-й Нью-Джерсийский пехотный полк, полк. Эзра Карман
  - 107-й Нью-Йоркский пехотный полк, полк. Ниром Крейн
  - 3-й Висконсинский пехотный полк, полк Уильям Хоули

Дивизия Джона Гири
- Бригада Чарльза Кенди
  - 5-й Огайский пехотный полк, полк. Джон Патрик
  - 7-й Огайский пехотный полк, полк. Уильям Крейтон
  - 29-й Огайский пехотный полк, кап. Уильбур Стивенс (р.)
  - 66-й Огайский пехотный полк, подп. Эуген Пауэлл, май. Джошуа Палмер (уб.)
  - 28-й Пенсильванский пехотный полк, кап. Джон Флинн (р.)
  - 147-й Пенсильванский пехотный полк (8 рот), подп. Арио Парди
- Бригада полковника Джорджа Кобхама,
  - 29-й Пенсильванский пехотный полк, полк. Уильям Рикардс Мл.
  - 109-й Пенсильванский пехотный полк, кап. Фредерик Гимбер
  - 111-й Пенсильванский пехотный полк, подп. Томас Уокер
- Бригада Джорджа Грина
  - 60-й Нью-Йоркский пехотный полк, полк. Абель Годард
  - 78-й Нью-Йоркский пехотный полк, подп. Герберт фон Хаммерштайн
  - 102-й Нью-Йоркский пехотный полк, полк. Джеймс Лейн (р.), кап. Льюис Стегман
  - 137-й Нью-Йоркский пехотный полк, полк. Дэвид Айрланд
  - 149-й Нью-Йоркский пехотный полк, подп. Чарльз Рэндалл (р.)

Бригада Генри Локвуда (отдельная)
- 1-й Мэрилендский пехотный полк потомакской бригады, полк. Уильям Молсби
- 1-й Мэрилендский пехотный полк восточного побережья, полк. Джеймс Уоллес
- 150-й Нью-Йоркский пехотный полк, полк. Джон Кетчам

Артиллерийская бригада Эдварда Мюлленберга
- 1-й Нью-Йоркский легкоартиллерийский полк, батарея М, лейт. Чарльз Вайнегар
- Пенсильванский легкоартиллерийский полк, батарея Е, лейт. Чарльз Этвелл
- 4-й артиллерийский полк, батарея F, лейт. Сильванус Рагг
- 5-й артиллерийский полк, батарея К, лейт. Дэвид Кинзи

### Кавалерийский корпус
Дивизия Джона Бьюфорда
- Бригада Уильяма Гэмбла
  - 8-й Иллинойсский кавалерийский полк, май. Джон Беверидж
  - 12-й Иллинойсский (4 роты) и 3-й Индианский (6 рот), полк. Джордж Чапман, май. Чарльз Лемон (†)
  - 8-й Нью-Йоркский кавалерийский полк, подп. Уильям Маркелл
- Бригада Томаса Дэвина
  - 6-й Нью-Йоркский кавалерийский полк (6 рот), май. Уильям Бердсли
  - 9-й Нью-Йоркский кавалерийский полк, полк. Уильям Сакетт
  - 17-й Пенсилвьанский кавалерийский полк, полк. Иосия Келлог
  - 3-й Западновирджинский кавалерийский полк (роты А и С), кап. Сеймур Конгер
- Бригада Уэсли Мерритта
  - 6-й Пенсильванский кавалерийский полк, май. Джеймс Хесельтайн
  - 1-й кавалерийский полк, кап. Ричард Лорд
  - 2-й кавалерийский полк, кап. Теофилиус Роденбоу
  - 5-й кавалерийский полк, кап. Джулиус Мейсон
  - 6-й кавалерийский полк, май. Самуэль Старр (р.)

Дивизия Дэвида Грэгга
- Бригада Джона Макинтоша
  - 1-й Мэрилендский кавалерийский полк (11 рот), подп. Джеймс Димс
  - Легион Пёрнелла, рота А, кап. Роберт Дювалл
  - 1-й Массачусетский кавалерийский поле, подп. Грили Кёртис
  - 1-й Нью-Джерсийский кавалерийский полк, май. Мирон Бьюмонт
  - 1-й Пенсильванский каалерийский полк, полк. Джон Тейлор
  - 3-й Пенсильванский кавалерийский полк, подп. Эдвард Джонс
  - 3-й Пенсильванский полк тяжёлой артиллерии, батарея Н, кап. Уильям Ранк
- Бригада Джона Ирвина Грегга
  - 1-й Мэнский кавалерийский полк (10 рот), подп. Чарльз Смит
  - 10-й Нью-Йоркский кавалерийский полк, май. Мэтью Эвери
  - 4-й Пенсильванский кавалерийский полк, подп. Уильям Достер
  - 16-й Пенсильванский кавалерийский полк, подп. Джон Робинсон

Дивизия Джадсона Килпатрика
- бригада Элона Фарнсворта †
  - 5-й Нью-Йоркский кавалерийский полк, май. Джон Хаммонд
  - 18-й Пенсильванский кавалерийский полк, подп. Уильям Бринтон
  - 1-й Вермонтский кавалерийский полк, полк. Эддисон Престон
  - 1-й Западновирджинский кавалерийский полк (10 рот), полк. Натаниель Ричмонд
- бригада Джорджа Кастера
  - 1-й Мичиганский кавалерийский полк, полк. Чарльз Таун
  - 5-й Мичиганский кавалерийский полк, полк. Рассел Элджер
  - 6-й Мичиганский кавалерийский полк, полк. Джордж Грей
  - 17-й Мичиганский кавалерийский полк (10 рот), полк. Уильям Манн

Конная артиллерия
- Бригада Джеймса Робертсона
  - 9-я мичиганская артиллерийская батарея, кап. Джебез Дениелс
  - 6-я Нью-Йоркская батарея, кап. Джозеф Мартин
  - 2-й артиллерийский полк, батареи B и L, лейт. Эдвард Хитон
  - 2-й артиллерийский полк, батарея М, лейт. Александр Пеннингтон
  - 4-й артиллерийский полк, батарея Е, лейт. Самуэль Элдер
- Бригада Джона Тидболла
  - 1-й артиллерийский полк, батареи E и G, кап. Алансон Рендол
  - 1-й артиллерийский полк, батарея К, кап. Уильям Грэм
  - 1-й артиллерийский полк, батарея А, лейт. Джон Калеф

### Артиллерийский резерв
- Регулярная бригада Данбара Ренсома
  - 1-й артиллерийский полк, батарея Н, лейт. Чандлер Экин (р.)
  - 3-й артиллерийский полк, батареи F и K, лейт. Джон Тёрнбалл
  - 4-й артиллерийский полк, батарея С, лейт. Эван Томас
  - 5-й артиллерийский полк, батарея С, лейт. Гулиан Вейр (р.)
- Бригада Фримана Макджилвери
- Бригада Элии Тафта
- Бригада Джеймса Хантингдона
- Бригада Роберта Фицхью